# 賈樞
賈樞（1498年—1557年），字慎卿，號月川，山東濟南府武定州商河縣人，民籍。明朝政治人物。

## 生平
嘉靖四年（1525年）乙酉科山東鄉試第六十八名，嘉靖十一年（1532年）壬辰科會試第二百四十四名，廷試三甲第四十四名進士。工部觀政，授河南葉縣知縣，調任山西襄垣縣知縣，任內清約節省，執法明恕，創修城樓，升刑部主事、員外郎、郎中。

## 家族
曾祖賈斌，王府工正；祖賈鋋，教授；父賈登；母徐氏。重慶下。弟相；棖。